# آرتور آدامف
آرتور آدامف (به ارمنی: Արթյուր Ադամով) ‏ (۱۹۰۸–۱۹۷۰) نمایش‌نامه‌نویس ارمنی-فرانسوی و یکی از نمایندگان تئاتر ابسورد.

## زندگی
با نام اصلی هاروتیون سورنی آدامیان (به ارمنی: Հարություն Սուրենի Ադամյան) در یک خانواده ثروتمند ارمنی، در ۲۳ اوت ۱۹۰۸ در کیسلوفودسک، در ناحیه قفقاز به سال ۱۹۰۸ متولد گردید. آدامف در سنین کودکی با آثار انوره دو بالزاک آشنا شد و به مطالعه رمان‌های فرانسوی پرداخت. پس از ۱۹۱۲ در فرانسه زندگی کرد. مقارن آخرین سال‌های جنگ جهانی دوم (۱۹۴۵) آدامف شروع به نوشتن نمایشنامه کرد. به هرحال آدامف علاوه بر نوشته‌های خود ترجمه‌هایی از فیودور داستایفسکی، نیکلای گوگول، گئورگ بوخنر، راینر ماریا ریلکه، ماکسیم گورکی و آنتون چخوف نیز از خود بر جای نهاده‌است.
در سال ۱۹۶۱ با ژاکلین تریه (Jacqueline Trehet) (۲۰۰۴–۱۹۲۲) یک روزنامه‌نگار و روانکاو فرانسوی ازدواج کرد.
مرگ وی در تاریخ ۱۵ مارس ۱۹۷۰ خودکشی تصادفی با مصرف بیش از حد باربیتورات در سن ۶۱ سالگی در شهر پاریس بوده‌است.

## آثار

### نمایشنامه‌ها
برخی از آثارش عبارت‌اند از:
- اعتراف
- سنگر
- استلا
- رژه بزرگ و کوچک
- مسیر رهروی
- استاد تاران برگردان: رضا دادویی، نشر سبزان (۱۳۸۵)
- همان‌طور که بوده‌ایم
- دوباره یافته شدگان
- پینگ پونگ
- پائولو پائولی
- برچیلان
- صمیمیت
- شکوه مرد مسخره
- من فرانسوی نیستم
- اروپای مقدس
- مانوور بزرگ و کوچک
- حمله
- بهار ۷۱ برگردان: مهسا خیراللهی، نشر نی (۱۳۹۶)

- L’Arbitre aux mains vides (produced ۱۹۲۸).
- Mains blanches (produced ۱۹۲۸).
- La Mort de Danton, from the play by Georg Büchner (produced

۱۹۴۸). ۱۹۵۳.
- L’Invasion (produced 1950). With La Parodie, 1950; as The Invasion, translated by Peter Doan, ۱۹۶۸.
- La Parodie (produced 1952). With L’Invasion, ۱۹۵۰.
- La grande et la petite manoeuvre (produced ۱۹۵۰). ۱۹۵۱.
- Tous contre tous (produced 1953). In Théâtre ۱, ۱۹۵۳.
- Le Professeur Taranne (produced ۱۹۵۳). ۱۹۵۳; as Professor Taranne, translated by Albert Bermel, in Four Modern Comedies, 1960, and by Peter Meyer, in Two Plays, ۱۹۶۲.
- Le Sens de la marche (produced 1953). In Théâtre ۲, ۱۹۵۵.
- Comme nous avons été (produced 1954). In La Nouvelle Revue

Française, 1, 1953; as As We Were, in Evergreen Review, ۱(۴),
۱۹۵۷.
- Théâtre I–۴. ۱۹۵۳–۶۸.
- La Cruche cassée, from the play by Heinrich von Kleist (produced 1954). In Théâtre populaire, ۱۹۵۴.
- Edward II, from the play by Christopher Marlowe (produced ۱۹۵۴).
- Le Ping-Pong (produced 1955). In Théâtre ۲, ۱۹۵۵; as Ping Pong, translated by Richard Howard, 1959; also translated by Derek Prouse, in Two Plays, ۱۹۶۲.
- Les Retrouvailles. In Théâtre۲, ۱۹۵۵.
- Le Pélican, from the play by August Strindberg (produced 1956). In Théâtre populaire, ۱۷، ۱۹۵۶.
- Les Ennemis, from the play by Maksim Gor’kii (produced 1965). In Théâtre populaire, ۲۷، ۱۹۵۷.
- Paolo Paoli (produced ۱۹۵۷). ۱۹۵۷; as Paolo Paoli, translated by Geoffrey Brereton, ۱۹۵۹.
- Le Revizor, from the play by Nikolai Gogol’ (produced ۱۹۶۷). ۱۹۵۸.
- Vassa Geleznova, from the play by Maksim Gor’kii (produced ۱۹۵۹). ۱۹۵۸.
- Le Père, from the play by August Strindberg. ۱۹۵۸.
- Les Petits Bourgeois, from the play by Maksim Gor’kii (produced ۱۹۵۹). ۱۹۵۸.
- Les Âmes mortes, from the novel by Nikolai Gogol’ (produced ۱۹۶۰). ۱۹۶۰.
- Le Printemps 71 (produced ۱۹۶۲). ۱۹۶۱.
- La Sonate des spectres, with C.G. Björström, from the play by August Strindberg (produced ۱۹۶۲).
- La Politique des restes (produced 1963). In Théâtre ۳, ۱۹۶۶.
- Sainte Europe. In Théâtre۳. ۱۹۶۶.
- M. Le Modéré (produced 1968). In Théâtre ۴, ۱۹۶۸.
- Off Limits (produced ۱۹۶۹). ۱۹۶۹.
- La Grande Muraille, from the play by Max Frisch (produced ۱۹۶۹). ۱۹۶۹.
- Si l’été revenait (produced ۱۹۷۲). ۱۹۷۰.

### نمایشنامه‌های رادیویی
- La Logeuse, 1950; Polly, 1951; L’Éternel Mari, 1952;

Le Potier politicien, 1952; L’Agence universelle, 1953; Lady Macbeth au village, 1953; Parallèlement, 1954; Les Âmes mortes, 1955; Raillerie, satire, ironie et signification plus profonde, 1957; L’Autre Rive, 1959;Le Temps vivant, 1963; En fiacre, 1963; Finita la commedia, 1964; Du matin à minuit, 1966; Theatre radiophonique, 5 CDs, ۱۹۹۷.

### نمایشنامه‌های تلویزیونی
- La Parole est au prophète, with Bernard Hecht, 1952; Tous contre tous, 1956; Les Trois Soeurs, 1958; Le Manteau, 1966; Une femme douce, 1970; La Mort de Danton, 1970; La Cigale, 1970; Vassa Geleznova, ۱۹۷۱.